# Tombe romaine à Brestovik
La tombe romaine de Brestovik (en serbe cyrillique : Касноримска гробница у Брестовику ; en serbe latin : Kasnorimska grobnica u Brestoviku) est située à Brestovik, en Serbie, dans la municipalité de Grocka et sur le territoire de la ville de Belgrade. Remontant au IIIe siècle, elle est inscrite sur la liste des monuments culturels de grande importance de la république de Serbie, et sur la liste des biens culturels de la ville de Belgrade.

## Présentation
La tombe a été découverte en 1895 au cours d'une campagne de fouilles dirigée par Mihailo Valtrović (1839-1915), le fondateur de la chaire d'archéologie de la faculté de philosophie de l'université de Belgrade.
Elle est construite sur la pente d'une colline qui abrite aujourd'hui le cimetière du village de Brestovik, près de Grocka. Elle est orientée est-ouest. Le couloir d'accès mesure 4 mètres de long. La tombe est constituée de trois parties : un porche, une pièce centrale dotées de deux niches, l'une au nord, l'autre au sud, et une chambre funéraire. Elle est construite en briques et en pierres cassées liées par du mortier.
Les murs et la voûte sont décorés de fresques ; on y trouve également des sculptures en pierre.
Elle date du IIIe siècle et constitue le premier exemple de tombe à trois pièces découvert sur le territoire de la ville de Belgrade.